# Gáláns stílus

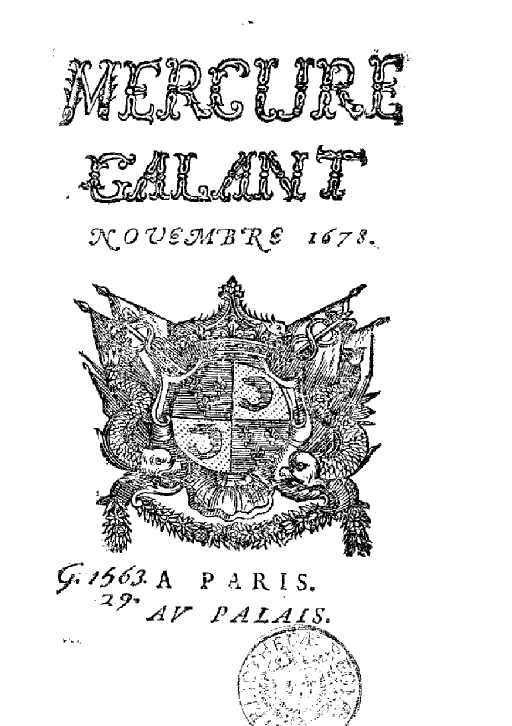
Mercure Galant első kiadványa, 1678. november

A gáláns stílus egy 18. századi mozgalom a zene, képzőművészet és irodalom terén. Németországban szorosan összefonódott az úgynevezett empfindsamer Stil-lel. Egy másik közeli rokona a rokokó stílus. A gáláns stílus a barokk stílus ellenében alakult ki, hangsúlyozva a könnyed eleganciát a barokk méltóságteljes komolyságával és monumentalitásával szemben.

## Zene
A gáláns zenében az egyszerűség, a közvetlen vonzerő, valamint az elegancia volt a hangsúlyos.

## Divat
A divatot az illatosított zsebkendők, rizsporos parókák jellemezték mindkét nemnél. A bizarr selyemminták fantasztikus egzotikus aszimmetriája a gáláns ízlés jellegzetes eleme.[forrás?]

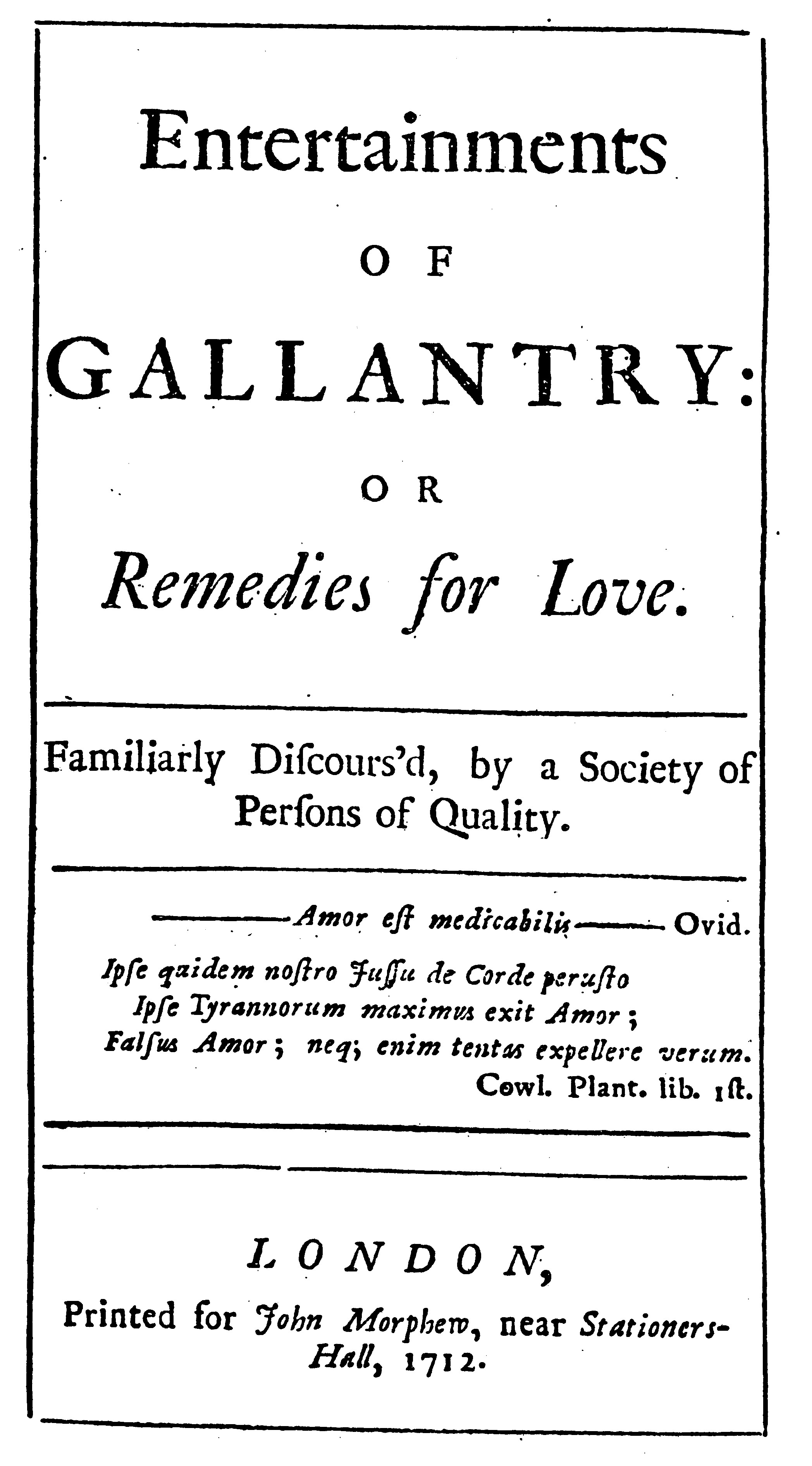
A lovagiasság szórakozása (1712)

## Fordítás
Ez a szócikk részben vagy egészben  a   Galant style című angol Wikipédia-szócikk ezen változatának fordításán alapul.  Az eredeti cikk szerkesztőit annak laptörténete sorolja fel. Ez a jelzés csupán a megfogalmazás eredetét és a szerzői jogokat jelzi, nem szolgál a cikkben szereplő információk forrásmegjelöléseként.